# Straßenlauf-Länderkampf der Männer 1981 BR Deutschland – Italien – Niederlande – Österreich – Schweiz
| 12. Leichtathletik-Länderkampf mit bundesdeutscher Beteiligung 1981                             | 12. Leichtathletik-Länderkampf mit bundesdeutscher Beteiligung 1981 |
| ----------------------------------------------------------------------------------------------- | ------------------------------------------------------------------- |
|                                                                                                 |                                                                     |
| Straßenlauf-Vergleich der Männer: BR Deutschland – Italien – Niederlande – Österreich – Schweiz |                                                                     |
| Austragungsort                                                                                  | Verden                                                              |
| Wettbewerbe                                                                                     | 1                                                                   |
| Datum                                                                                           | 1. August                                                           |
| 1. ITA 2. FRG 3. NLD 4. SUI 5. AUT                                                              | 6:29:49 h 6:31:10 h 6:42:42 h 6:43:36 h 6:58:44 h                   |
| Chronik                                                                                         |                                                                     |
| ← FRG-FRA (M)                                                                                   | FRG-ITA Nachwuchs (M) →                                             |

Der zwölfte Vergleich des Länderkampfjahres 1981 war der einzige Vergleich der Straßenläufer in dieser Saison. Der inzwischen traditionelle Dreiervergleich zwischen der Schweiz, der Bundesrepublik Deutschland und den Niederlanden wurde diesmal erweitert durch die Teilnahme von Italien und Österreich. Zum ersten Mal wurde der Straßenlauf nicht über 30, sondern über 25 Kilometer ausgetragen. Das Rennen fand am 1. August in Verden an der Aller statt. Achtzehn Mal hatte es dieses Aufeinandertreffen als Dreiländerkampf gegeben. In den ersten elf vorangegangenen Begegnungen hatten immer die bundesdeutschen Läufer vorne gelegen, doch von 1974 bis 1977 hatte sich vier Mal in Folge das Team aus der Schweiz vor der bundesdeutschen Mannschaft durchgesetzt. 1978 war diese Serie durch den zwölften Sieg des bundesdeutschen Teams gestoppt worden. 1979 hatten die niederländischen Läufer ihren ersten Sieg in diesen Dreiländerkämpfen feiern können. Im Vorjahr hatte mit dem insgesamt dreizehnten Erfolg in dieser Serie erneut das bundesdeutsche Team vorn gelegen.

## Modus
Ausgetragen wurde zum ersten Mal ein Straßenlauf über 25 Kilometer. Zuvor hatte immer eine Wettbewerb über dreißig Kilometer auf dem Programm gestanden. Jede Nation stellte maximal sechs Läufer, von denen die fünf Besten über die Addition ihrer Zeiten gewertet wurden.

## Ergebnis
In der Einzelwertung lag ein italienischer Sportler vorn. Auch die anderen Vertreter des Teams aus Italien platzierten sich sehr gut, sodass Neuling Italien in 6:29:49 h auch den Sieg in der Länderkampfwertung feiern konnte. Knapp eineinhalb Minuten zurück belegte die Bundesrepublik Deutschland Rang zwei. Mit einem Abstand von etwas mehr als elfeinhalb Minuten folgte die Niederlande deutlich dahinter auf dem dritten Platz. Vierter wurde eine knappe weitere Minute zurück die Schweiz. Österreich hatte als Fünfter einen Rückstand von weiteren gut fünfzehn Minuten.

## Legende
Kurze Übersicht zur Bedeutung der Symbolik – so üblicherweise auch in sonstigen Veröffentlichungen verwendet:
| DNF | nicht im Ziel (did not finish) |

## Resultat

### 25-km-Straßenlauf
| Platz | Athlet               | Land | Zeit (h)               |
| ----- | -------------------- | ---- | ---------------------- |
| 01    | Gianni Poli          | ITA  | 1:17:19                |
| 02    | Rudi Verriet         | NLD  | 1:17:26                |
| 03    | Michael Spöttel      | FRG  | 1:17:29                |
| 04    | Anelio Bocci         | ITA  | 1:17:33                |
| 05    | Ingo Sensburg        | FRG  | 1:17:37                |
| 06    | Vito Basiliano       | ITA  | 1:17:48                |
| 07    | Armando Scozzari     | ITA  | 1:18:23                |
| 08    | Jürgen Dächert       | FRG  | 1:18:27                |
| 09    | Werner Dörrenbächer  | FRG  | 1:18:28                |
| 10    | Giuseppe Pambianchi  | ITA  | 1:18:46                |
| 11    | Ralf Salzmann        | FRG  | 1:19:09                |
| 12    | Cor Vriend           | NLD  | 1:19:15                |
| 13    | Claudio Simi         | ITA  | 1:19:19                |
| 14    | Richard Umberg       | SUI  | 1:19:48                |
| 15    | Guido Rhyn           | SUI  | 1:19:52                |
| 16    | Josef Peter          | SUI  | 1:20:24                |
| 17    | Josef Wies           | SUI  | 1:21:05                |
| 18    | Douwe Jaarsma        | NLD  | 1:21:24                |
| 19    | Kees van der Heul    | NLD  | 1:22:06                |
| 20    | Gottfried Neuwirth   | AUT  | 1:22:07                |
| 21    | Pierre-Andre Gobet   | SUI  | 1:22:27                |
| 22    | Bram Wassenaar       | NLD  | 1:22:31                |
| 23    | Simon Brunner        | AUT  | 1:23:06                |
| 24    | Ulrich Mattersberger | AUT  | 1:23:17                |
| 25    | Jacques Valentin     | NLD  | 1:23:55                |
| 26    | Dieter Schatz        | AUT  | 1:24:13                |
| 27    | Leo Meile            | SUI  | 1:25:46                |
| 28    | Martin Köhler        | AUT  | 1:26:01                |
| 29    | Erich Stelzmüller    | AUT  | 1:27:35                |
| DNF   | Norbert Rautenberg   | FRG  | Aufgaben nach ca. 7 km |